# Tury (obwód tarnopolski)
Tury (ukr. Тури) – wieś na Ukrainie  w obwodzie tarnopolskim, w rejonie krzemienieckim.